# Яралиев, Ярмет
Ярмет Яралиев (азерб. Yarmet Yarəliyev; 1 июля 1912, Верхняя Филя, Дагестанская область — 3 июня 1980, Баку) — советский азербайджанский нефтяник, Герой Социалистического Труда (1966).

## Биография
Родился 1 июля 1912 года в селе Верхняя Филя Дагестанской области (ныне село в Магарамкентском районе Дагестана, Россия).
Участник Великой Отечественной войны.
Начал трудовую деятельность в 1930 году в колхозе. В 1932—1941 годах — рабочий, помощник бурильщика, бурильщик объединения «Азнефть», в 1945—1964 годах — бурильщик, буровой мастер треста НПУ «Карадагнефть», в 1964—1969 годах — буровой мастер конторы бурения № 1 треста «Ширванбурнефть». С 1973 года по 1979 год трудился в Азербайджанском научно-исследовательском проектном институте нефти. 
Яралиев проявил себя на работе умелым организатором и трудолюбивым рабочим, не останавливающимся перед любыми трудностями. Ярмет Яралиев одним из первых среди нефтяников Карадага перешел на бурение десятидюймовым секционным турбобуром до глубины 3000 метров, работая на утяжеленных глинистых растворах. Нефтяник обладая организаторскими способностями, возглавлял отстающие бригады и выводил их в передовые. В Ширванской степи Ярмет Яралиев с бригадой начал трудовую деятельность с неглубокой эксплуатационной скважины, после чего выполнив работу раньше графика, коллектив бригады стал одним из передовых среди скоростников треста. Годовое задание 1965 года бригада под руководством Яралиева выполнила досрочно, пробурив за год 5 скважин вместо плановых двух. Все скважины были пробурены с опережением графика в общей сложности на 86 суток и экономией денег народному хозяйству в размере более 100 тысяч рублей. Секрет такой экономии заключался в эффективной отработке трех последних скважин, при которой сэкономлено 108 долотов (экономия каждого давала 68 рублей), а также упрощении конструкции нескольких скважин, в результате чего сэкономлено около тысячи метров 11-дюймовых обсадных труб.  
Указом Президиума Верховного Совета СССР от 23 мая 1966 года за выдающиеся заслуги в выполнении заданий семилетнего плана по добыче нефти и достижение высоких технико-экономических показателей в работе Яралиеву Ярмету присвоено звание Героя Социалистического Труда с вручением ордена Ленина и золотой медали «Серп и Молот».
С 1969 года — пенсионер союзного значения.
Скончался 3 июня 1980 года в городе Баку.